# Cantonul Saint-Pierre-le-Moûtier
Cantonul Saint-Pierre-le-Moûtier este un canton din arondismentul Nevers, departamentul Nièvre, regiunea Burgundia, Franța.

## Comune
| Comune                  | Populație (1999) | Cod poștal | Cod INSEE |
| ----------------------- | ---------------- | ---------- | --------- |
| Azy-le-Vif              | 226              | 58240      | 58021     |
| Chantenay-Saint-Imbert  | 1 251            | 58240      | 58057     |
| Langeron                | 382              | 58240      | 58138     |
| Livry                   | 673              | 58240      | 58144     |
| Luthenay-Uxeloup        | 588              | 58240      | 58148     |
| Mars-sur-Allier         | 272              | 58240      | 58158     |
| Saint-Parize-le-Châtel  | 1 310            | 58490      | 58260     |
| Saint-Pierre-le-Moûtier | 1 987            | 58240      | 58264     |